# 小田久史
小田久史（1981年3月2日—），日本男性配音員。出身於廣島縣。A型血。

## 人物簡介
原屬KeKKe Corporation（至2006年12月31日為止），曾經歷自由身，2007年4月1日現在是ARTSVISION所屬。
日本工學院專門學校畢業。善長的方言為廣島方言。
為人熟悉的代表配音作品有動畫《紙箱戰機》的海道金、《鈴木同學，我愛你！》的鈴木輝、《銀河天使2》的白波和也、《陰陽大戰記》的飛鳥祐磨；遊戲《戀運成真》的矢口遊等。
興趣和特長有跳舞、室內足球。

## 演出作品
※粗體字表示說明飾演的主要角色。

### 電視動畫
2003年
- WOLF'S RAIN（少年）
- 機甲露寶（傑伊）
- 彩夢芭蕾（克勞恩）
- MOUSE（記者B）

2004年
- 陰陽大戰記（飛鳥祐磨）
- 怪傑佐羅利（學生）
- 機動戰士鋼彈SEED DESTINY（維諾·杜普雷、轟）
- 舞-HiME（財前達彥）

2005年
- CLUSTER EDGE（學生）
- BLEACH（六回生貳、流魂街的人2）
- 舞-乙HiME（IV世）
- 怪傑佐羅利（村民、村人 等）
- 烘焙王（犬）

2006年
- 銀河天使2（白波和也）
- 不平衡抽籤（反亂份子B）
- 數碼寶貝拯救隊（白鳥耕一郎）
- 親愛芳鄰（粉絲俱樂部會員B）
- NANA（演唱包廂店員）

2007年
- BLEACH（行木理吉、社團社員、梅尼斯）

2008年
- AYAKASHI（及木慎平）
- 神薙（男學生）
- 銀魂（十郎太）
- SOUL EATER（男、學生）
- 乃木坂春香的秘密（男學生A、名人C）
- 向陽素描×365（男學生）
- 藥師寺涼子怪奇事件簿（自衛隊員B）

2009年
- K-ON！輕音部（店員）
- 戀愛班長（男子）
- 浪漫追星社（瀨川勇二、映研部員、市邊）
- 乃木坂春香的秘密 Purezza♪（隨行人員B）
- 東之伊甸（AKX20000）

2010年
- 王牌投手 振臂高揮 ～夏季大會篇～（市原豐）
- 戀愛班長（不良）
- 青春CUP（男學生、指揮者）
- 傳說的勇者的傳說（拉哈·貝拉里歐爾）

2011年
- 機動戰士鋼彈AGE（艾德華·歐塔瓦、士兵）
- 寶石寵物 Twinkle☆（沃爾夫）
- Suite 光之美少女♪（王子正宗）
- 紙箱戰機（海道金）

2012年
- 翡翠森林狼與羊 ～秘密的朋友～（莫洛、野鼠2）
- 紙箱戰機W（海道金）

2013年
- 紙箱戰機WARS（海道金、朝比奈浩太）

2014年
- 金田一少年之事件簿R（茂呂井連）

2015年
- 青年黑傑克（馬龍[2]）

2016年
- 排球少年!! Second Season（松島剛）
- 名偵探柯南（鑑識人員）

2017年
- 戰鬥陀螺Burst God（特拉德·巴斯克斯、喬治·史塔、波比·帝朗）

2018年
- BAKUMATSU（日语：恋愛幕末カレシ〜時の彼方で花咲く恋〜）（伊藤俊輔）

2019年
- 名偵探柯南（井原敏司）
- BEM（凱文[3]）
- 妖怪手錶！2019（邪神）

2020年
- 奇幻☆怪盜？（坂上藤吉郎）
- Asatir 未來的傳說故事（日语：アサティール 未来の昔ばなし）（哈比卜）

### OVA
2009年
- 魔法老師！ ～另一個世界～（克利斯丁·坦傑克）

2010年
- 鈴木同學，我愛你！（鈴木輝）
- 我是御宅上班族。（日语：ぼく、オタリーマン。）（後輩男子A）

2012年
- 小鎮有你（學生）

### 電影動畫
2004年
2012年
- 劇場版 閃電十一人GO VS 紙箱戰機W（海道金）

### 網路動畫
2006年
- 幕末機關說（東鄉仲五郎〈平八郎〉、少年兵1）

2016年
- 大貴族：Awakening animation（M-21）[注 1]

2019年
- 聖鬥士星矢：黃道十二宮戰士（蜥蜴星座美斯狄）

### 遊戲
2004年
- Etoile的方程式（水瀨優紀）

2005年
- Simple系列 Vol.70 THE 鑑識官（日语：THE 鑑識官）（若葉巡査）
- 柏青哥天堂系列（日语：パチパラシリーズ） 12 ～大海夏思出～（片山昭吾）

2006年
- 機動戰士鋼彈CLIMAX U.C.（第二代男主角B[注 2]、Neo吉翁士官A、F91聯邦兵A）
- 銀河天使2 絕對領域之門（白波和也）
- 絕體絕命都市2 -冰凍的記憶-（日语：絶体絶命都市2 -凍てついた記憶たち-）（青山透）

2007年
- 銀河天使2 無限回廊之鍵（白波和也）

2008年
- 戀運成真（日语：トゥルーフォーチュン）（矢口遊）
- （御子柴凛）

2009年
- 銀河天使2 永劫回歸之刻（白波和也）
- 劍與魔法與學園（日语：剣と魔法と学園モノ。2）（人類〈男性〉）
- 一切為愛！ ～迷宮創造史 少女版～（日语：ダテにガメついワケじゃねェ!）（雷德）
- 乳臭未乾英雄譚 ～太陽和月亮的故事～（日语：なりそこない英雄譚〜太陽と月の物語〜）（布瑞特）
- FINAL FANTASY CRYSTAL CHRONICLES Echoes of Time （里安）
- 2 -機械-（御子柴凛）

2010年
- 花札參（日语：花札参）（小姓）
- 原宿偵探學園 鋼鐵森林（日语：原宿探偵学園 スチールウッド）（古賀武）

2011年
- 園特救（新城世名）
- Starry☆Sky ～After summer～（空閑雅人）

2013年
- JoJo的奇妙冒險 群星大對決（日语：ジョジョの奇妙な冒険 オールスターバトル）（潘納柯特·福葛[4]）[注 3]
- 紙箱戰機Wars（海道金、朝比奈浩太）

2015年
- JoJo的奇妙冒險 天國之眼（日语：ジョジョの奇妙な冒険 アイズオブヘブン）（潘納柯特·福葛[5]）

2017年
- 戰鬥陀螺Burst God（特拉德·巴斯克斯、隆梅爾、喬治·史塔、丁朗）

2018年
- 參千世界遊戲 ～Re Multi Universe Myself～（[6]）

2019年
- SD鋼彈 G世代 CROSSRAYS（維諾·杜普雷）

### 外語配音
※作品依英文名稱及英文原名排序。

#### 電影／電視影集
2008年
- 醜女貝蒂（Justin Suarez〈Mark Indelicato 飾演〉）[注 4]

2009年
- 青春愛欲吻（英语：Angus, Thongs and Perfect Snogging）
- 愛卡莉

2010年
- 冒險王奇克
- 天賜
- 偷天任務

2011年
- 海洋小英雄（英语：The Octonauts）（Peso〈Paul Panting 配音〉）

2018年
- 諸事不炫！（英语：Everything Sucks!）（McQuade）[注 5]

#### 動畫
2010年
- 海底小縱隊（Peso）

2016年
- 原子木偶（英语：Atomic Puppet）（Joseph "Joey" Felt／Nuclear Boy〈Eric Bauza 配音〉）

### 電視劇
2015年
- 相棒 season 14 第5話（人工智慧詹姆斯的配音）

### 特攝影集
2011年
- OOO·電王·All Riders Let's Go 假面騎士（的配音、的配音）

### CD
- 陰陽大戰記 Special Sound Track 2 龍之卷（飛鳥祐磨）
- GALAXY ANGEL II系列（白波和也）
  - GALAXY ANGEL II & I 雙人CD (6)「白波和也&烏丸」
  - GALAXY ANGEL II & I 雙人專輯「ANGEL CALL」
  - GALAXY ANGEL II 隊4th記念CD 「UNITY」
- 幻想水滸傳（士兵A、殭屍）
- 幻想水滸傳II（リオウ）
- 我的執事王子（住宿生）
- JIHAI ～磁海～（日语：JIHAI〜磁海〜） Third World（後任神父）
- 紙箱戰機 休息的戰士們（海道金）
- 戀運成真（日语：トゥルーフォーチュン）系列（矢口遊）
  - 戀運成真 Original Voice Drama Vol.1「華麗又嚴格的試膽大會！」
  - 戀運成真 Original Voice Drama Vol.2「！」（收錄在「奇蹟的灌籃」）
- 獏 -BAKU-（艾米爾）
- 方言男子 Little★Japan（びんご）
- 波族傳奇（日语：ポーの一族） 第4卷（亞尼斯特）

### BLCD
- 愛爪綾濡（色子）
- 犬系列（今井勝賴）
  - 犬走
  - 犬夢見
- 草之冠 星之冠（春）
- 銀丸（北野）
- 純真！（茅野和明〈11歳〉）
- 2 （桂）
- 不確（齋木陸矢）
- 迷庶民愛手（西岐徹）
- 召上愛（同僚1）
- （洋介）

### 廣播
網路廣播
- 園放送部
- 廣播幻想水滸傳 聚集吧！108顆星！
- "！"（2008年8月28日－10月16日，animateTV：與梶裕貴、前野智昭共同擔任節目主持人）
- ！！（2009年5月15日－8月21日，音泉）

廣播劇
- VOMIC Fly High！（日语：フライハイ!）（針谷莉玖）

### 舞台
- T.B Once More公演「Runninng Musical 645 Taika-no-kaishin」（中大兄皇子）
- T.B Once More公演「Rock Comedy LIVE WELL！」（尼野）
- Liddell Project「戀愛戲曲」（杉村仁）
- 遊遊團Blanchat☆Veil第2回公演「愛麗絲夢遊仙境」（咧嘴貓）
- Liddell Project 番外公演「Snow」（佐藤靖典）
- 乙女企☆（雪路）
- 大和Wanizm III ～3～（2013年3月29日－31日，新中野Waniz Hall）配音演出

### 其它
- 臨時成員
- BAD BOYS 搞怪少年 漫畫影片版（桐木司）
- Voinov（日语：ボイノベ）「宵星傳奇 -斷罪者的系譜-」（ジャレス）
- JARO日本廣告審査機構（日语：日本広告審査機構）（的聲音，2017年－2018年）

## 腳註

## 外部連結
- ARTSVISION公式官網的聲優簡介 （页面存档备份，存于） （日語）
- （日語）－小田久史的官方個人部落格。
- 小田久史的X（前Twitter） （日語）